# 符文工廠 -新牧場物語-
《符文工廠-新牧場物語-》是任天堂DS遊戲之一，為符文工廠系列初代作品。也是當初以《新牧場物語》為名與牧場物語的相關系列的第二部作品。
由《符文工廠2》起及後相關作品，均不再歸於《牧場物語》系列中，包括本作以《符文工廠》獨立成一個新系列。

## 游戏剧情
故事開始於一位精疲力盡且喪失記憶的男主角「拉格納」，來到諾魯德王國所轄的一個小鎮中，被叫「密絲特」的女孩所救，並提供牧場給主角經營。

## 外部連結
- （日語）《符文工廠 -新牧場物語-》官方網站 （页面存档备份，存于）